# Grand Seiko Hi-Beat
La Grand Seiko Hi-Beat est une série de montres mécaniques automatiques à haute fréquence conçues et fabriquées par l’horloger japonais Grand Seiko. La série a été développée dans l’usine Suwa de Seiko (Suwa Seikosha), située dans la préfecture de Nagano, et lancée en 1967,,.
Ces montres possèdent des mouvements battant à 36 000 alternances par heure (10 battements par seconde), ce qui permet une progression plus fluide de l’aiguille des secondes. La série Hi-Beat a remporté de nombreux prix dans le domaine de l’horlogerie et du design horloger,,,,,,.